# The Doctor Came at Dawn
The Doctor Came at Dawn è il quinto album in studio del musicista statunitense Smog, pubblicato nel 1996.

## Tracce
1. You Moved In – 4:34
2. Somewhere in the Night – 2:10
3. Lize – 5:58
4. Spread Your Bloody Wings – 3:27
5. Carmelite Light – 0:42
6. Everything You Touch Becomes a Crutch – 2:34
7. All Your Women Things – 6:47
8. Whistling Teapot (Rag) – 3:39
9. Four Hearts in a Can – 4:12
10. Hangman Blues – 4:49